# Sainte-Colombe, Hautes-Alpes
Sainte-Colombe är en kommun i departementet Hautes-Alpes i regionen Provence-Alpes-Côte d'Azur i sydöstra Frankrike. Kommunen ligger  i kantonen Orpierre som ligger i arrondissementet Gap. År 2022 hade Sainte-Colombe 63 invånare.

## Befolkningsutveckling
Antalet invånare i kommunen Sainte-Colombe
Referens:INSEE

## Galleri

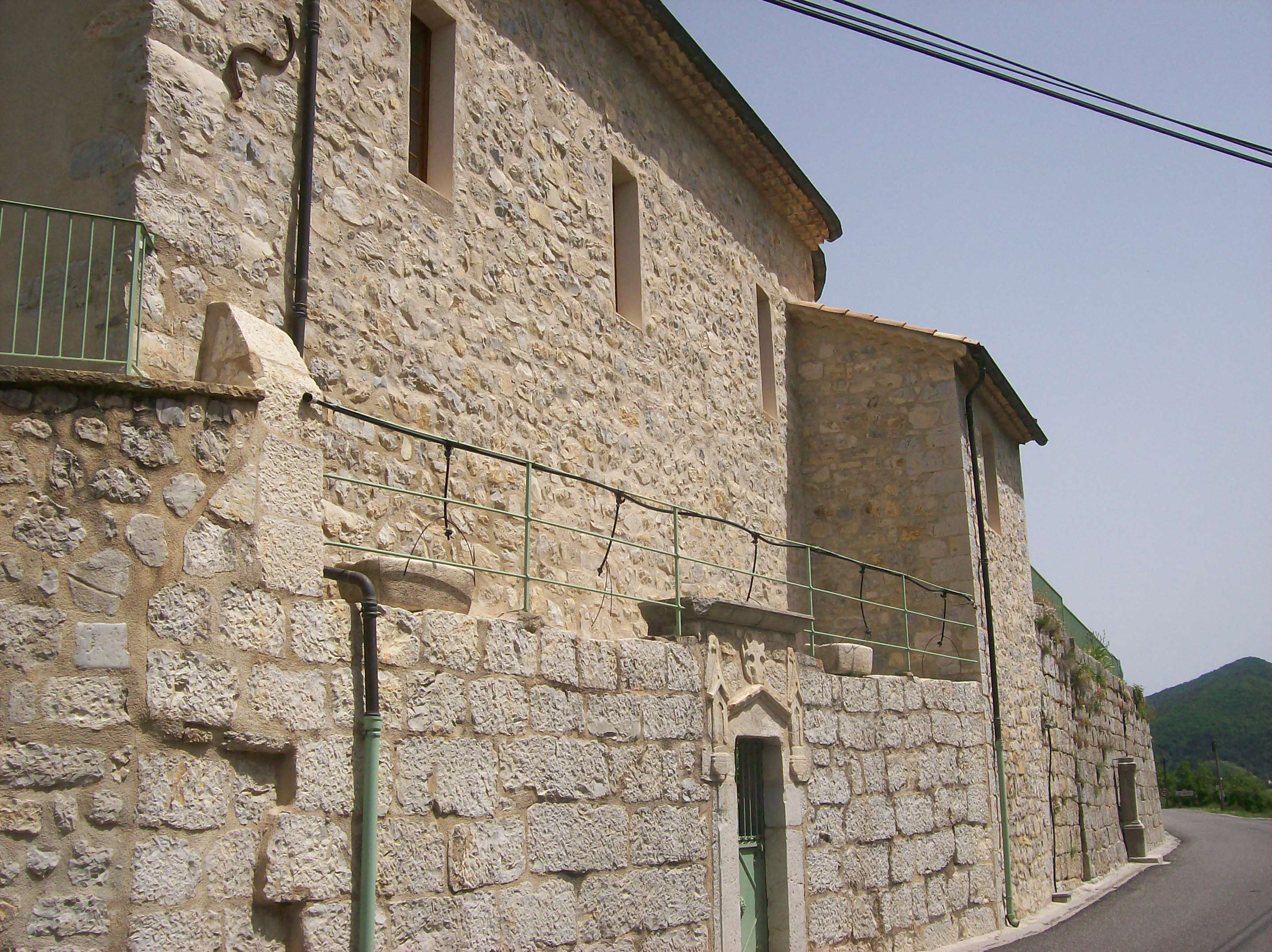
Kyrkan
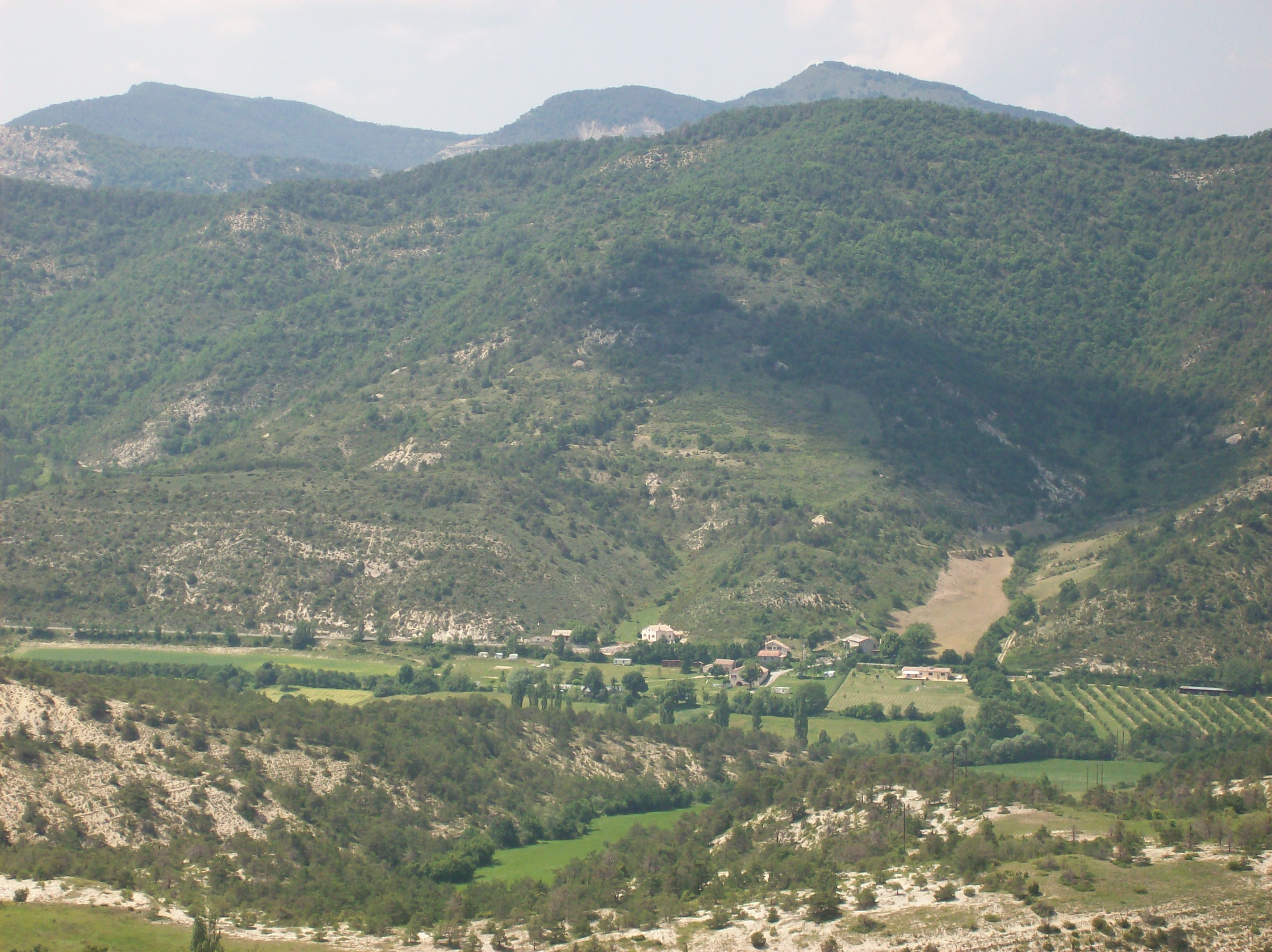
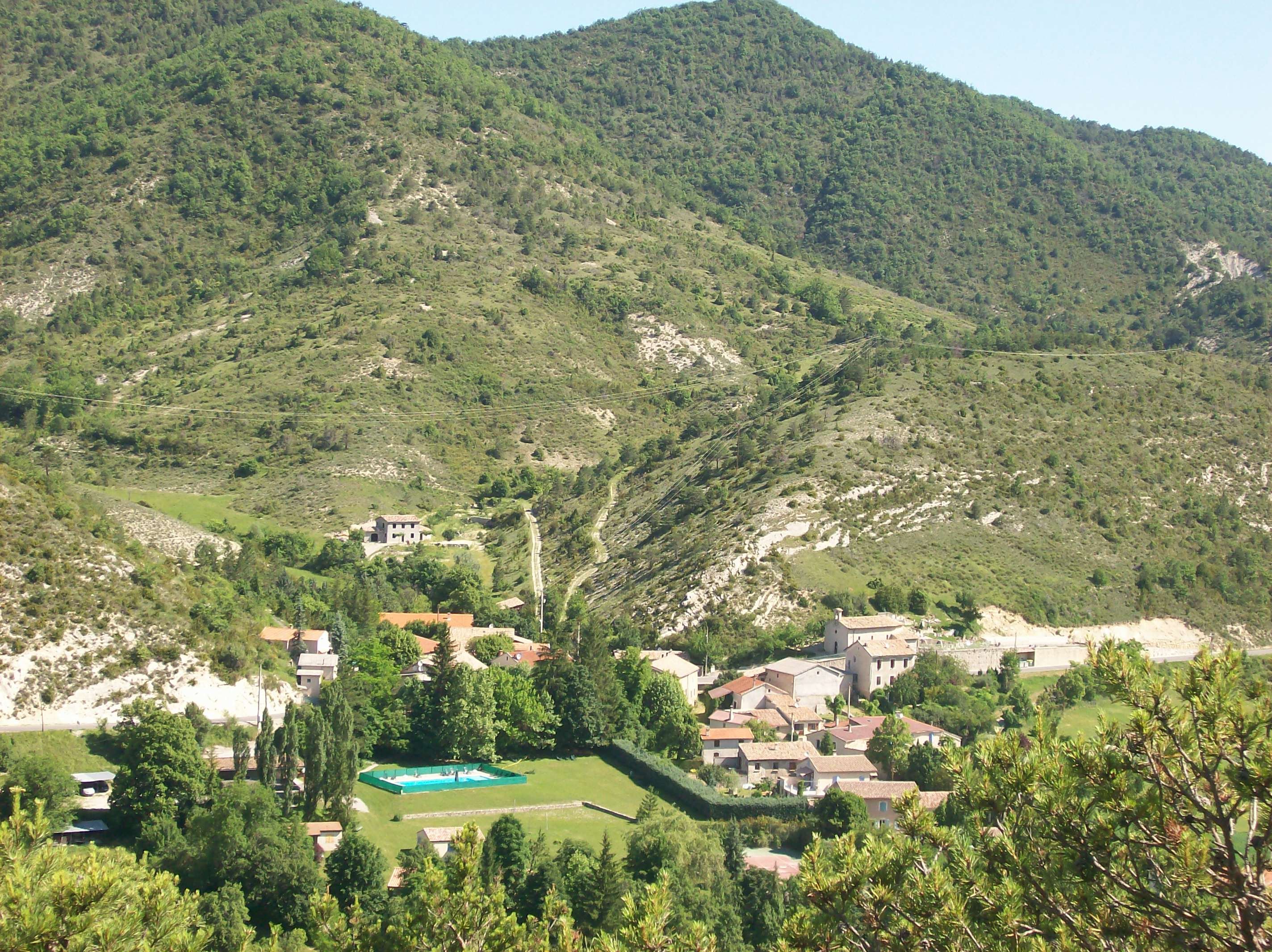
Les Bégües 2008
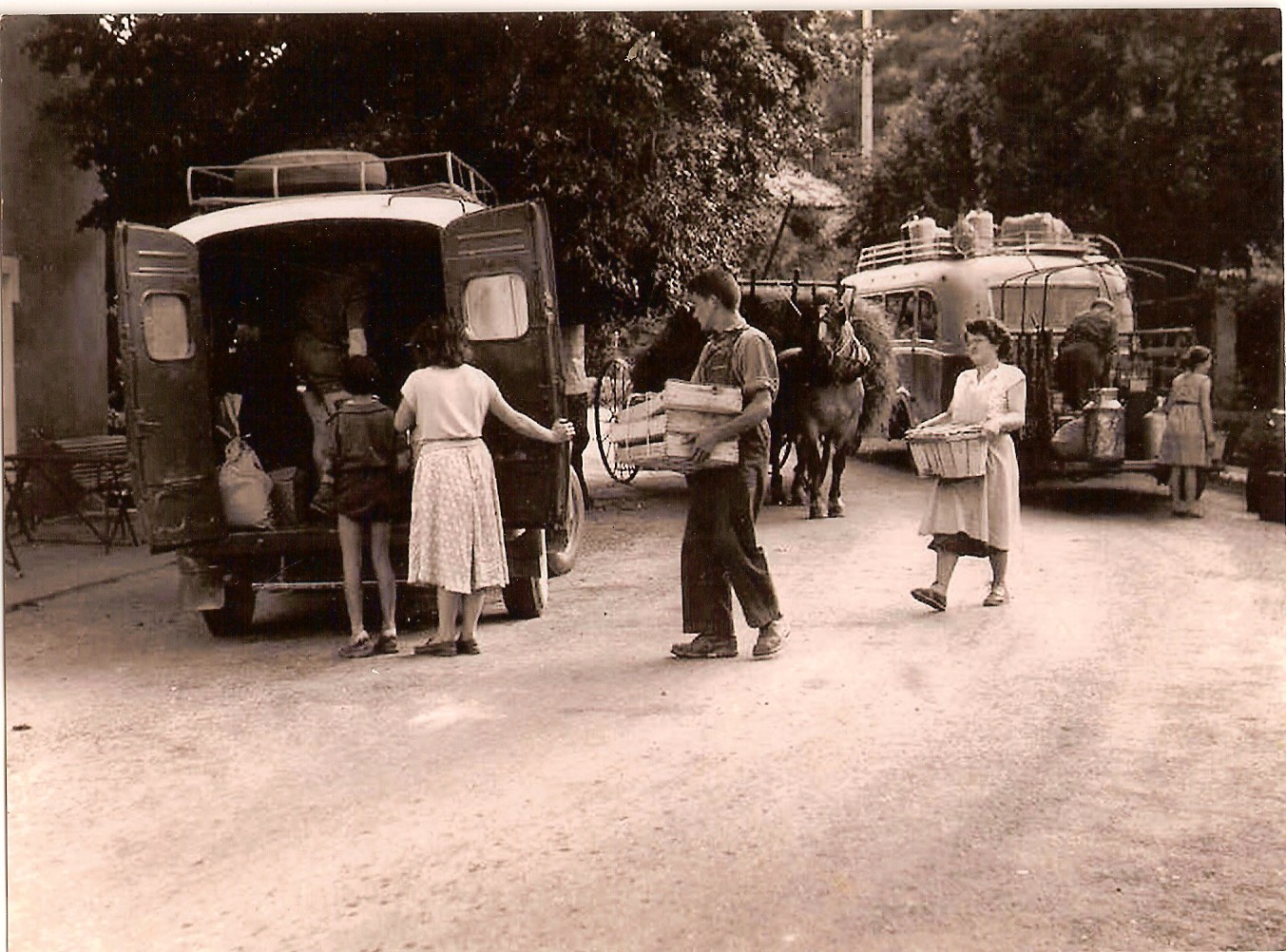
Les Bégües 1955